# La Chí Tường
La Chí Tường (sinh ngày 30 tháng 7 năm 1979) là một nam ca sĩ kiêm diễn viên người Đài Loan.

## Tiểu sử
Sinh ra trong một gia đình có truyền thống về âm nhạc và nghệ thuật. La Chí Tường bắt đầu chơi trống từ khi 3 tuổi và biểu diễn trên sân khấu cùng ba mẹ. Anh giành được giải bạc tại 1 cuộc thi hát khi lên 7 tuổi.
Năm 1995, La Chí Tường tham gia cuộc thi mô phỏng Tứ Đại Thiên Vương và giành được giải nhất.
Năm 1996, nhóm Tứ Đại Thiên Vương được thành lập và phát hành album đầu tiên. Nhóm nhạc này hoạt động trong một vài năm rồi giải tán vào năm 1998. Trong năm đó, La Chí Tường và Âu Hán Thanh thành lập 1 nhóm nhạc khác tên là Romeo, nhóm nhạc này hoạt động cho tới năm 2000 rồi giải tán khi Âu Hán Thanh nhập ngũ.
Năm 2003, La Chí Tường bắt đầu sự nghiệp solo với album đầu tiên "Show Time". Anh hát nhiều thể loại nhạc khác nhau như Hip hop, R&B, và ballads. Bên cạnh đó anh cũng hợp tác với nhiều ngôi sao khác như Thái Y Lâm, Châu Kiệt Luân, Từ Nhược Tuyên… Ngoài ra anh cũng tham gia rất nhiều bộ phim truyền hình, điện ảnh cũng như tham gia dẫn chương trình. Hiện nay, La Chí Tường đang dẫn chương trình 100% Entertainment cùng với bạn anh là Tiểu Quỷ Huỳnh Hồng Thăng.
Về nickname Tiểu Trư:
Thời trung học, La Chí Tường vừa mập vừa không cao, cao chỉ 150 cm nhưng nặng hơn 100 kg. Da thì đen, nên bạn bè vẫn gọi là Heo đen. Lúc đó Tiểu Trư muốn làm quen với 1 bạn gái lớp bên cạnh, nhưng lúc Tiểu Trư viết thư làm quen đưa cho cô bé đó, thì cô bé đó nói: Bạn mà đòi làm bạn với mình à! Câu nói này đã làm Tiểu Trư bị tổn thương mà khóc chạy về nhà. Sau khi ba mẹ Tiểu Trư biết được, bèn dắt Tiểu Trư đi học bơi, sau khi ốm lại thì Tiểu Trư trở nên rất đẹp trai! Sau đó, vì được ba dạy chơi bóng rổ mà Tiểu Trư trở nên yêu thích bóng rổ, một thời gian sau thì cao lên! Sau khi Tiểu Trư giảm béo thành công, mọi người vẫn quen gọi là Tiểu Trư nên vẫn giữ nick name này!

### 2005: Hypnosis SHOW và concert đầu tiên
Ngày 14 thang 10 năm 2005, La Chí Tường phátành album thứ ba "Hypnosis SHOW". Anh đã hát chung với Thái Y Lâm trong bài hát "Zhen Ming Tian Zi" (真命天子) và mời một người bạn tốt là Từ Hy Viên để quay MV "Self Hypnotised" (Tự thôi miên 自我催眠) được viết bởi Châu Kiệt Luân
Sau đó một thời gian, La Chí Tường tổ chức concert đầu tiên tại khu vực Đài Bắc.

### 2006: SPESHOW
Sau một năm, La Chí Tường phát hành album "SPESHOW" vào ngày 17 tháng 11 năm 2006. Tên Album được ghép từ 2 chữ 'special' và tên tiếng Anh của La chí Tường 'Show'. Album này thực sự rất đặc biệt vì có rất nhiều trải nghiệm mới cho La Chí Tường và fan của anh. Lần đầu tiên, anh hát một bài hát tiếng Anh với Kumi Koda và ấy cũng hợp tác với ca sĩ người anh: Simon Webbe
Trong album này, La Chí Tường cover một ca khúc của Daniel Bedingfield, "James Dean (I Wanna Know)". La Chí Tường tự sáng tác lời và đặt tên cho bài hát ấy là The Dance Gate (精舞門)
Anh còn mời Lâm Y Thần (MV Good Friend) và bạn tốt của anh là Kumi Koda (MV Twinkle) để quay MV. "Twinkle" là cố gắng đầu tiên của anh ấy để hát một ca khúc trọn vẹn bằng tiếng Anh. Hơn 400,000 bản của SPESHOW đã được bán hết chỉ trong vài tuần sau khi phát hành.

### 2007
Vào tháng 6 năm 2007, La Chí Tường chuyển từ công ty đại diện Avex Trax sang công ty EMI Capitol Records. EMI Capitol Records bàn kế hoạch để gửi Show ra nước ngoài tới những thành phố lớn như New York, London và Tokyo để học hỏi kinh nghiệm về nhảy. Ngày 13/8, La Chí Tường được chọn làm người phát ngôn của Trung Quốc cho High School Musical 2 bởi hát bài Bet On It (do Zac Efron thể hiện) bằng tiếng Hoa. Nó được gọi là Bi Sha Ji và bài hát ấy được bao gồm trong High School Musical Soundtrack (Bản châu Á)

### SHOW YOUR DANCE
La Chí Tường phát hành album "SHOW YOUR DANCE" (Wu Suo Bu Zai) ngày 16/11/2007.

### 'Show on Stage' Concert Tour
Tour diễn khởi đầu vào ngày 9 tháng 6 năm 2007 tại Thượng Hải. Nhóm nhạc nữ Hồng Kông Twins là khác mời và họ hát 'Expert Lover' cùng với Show. Tour diễn tiếp tục vào ngày 30/6/2007 tại Nam Kinh, với Thái Y Lâm là khác mời. Tour diễn đi tới những thành phố khác bao gồm Bắc Kinh, Đài Bắc, Singapore, Giang Tô và Hồng Kông.

### 2008
La Chí Tường phát hành DVD concert đầu tiên của anh ấy "Show On Cruel Stage" vào ngày 11 tháng 7 năm 2008 và đã trụ trên bảng xếp hạng G-Music 3 tuần liên tiếp.Một trong những phần hay nhất của DVD này là mẹ của Show xuất hiện trên sân khấu với nước mắt khi anh ôm mẹ hát bài fan 幾分 và nhận được nhiều tình cảm từ các fan.
Album thứ sáu của La Chí Tường, "Trendy Man" được phát hành vào ngày 26/12/2008. trùng ngày với album của Vương Lục Hoành. Tranh cãi đã nổ ra khi công ty Sony của Vương Lục Hoành cáo buộc công ty của La Chí Tường mua các bảng xếp hạng và lạm phát số liệu album bán ra. công ty của S.H.E và Phi Luân Hải cũng tham gia vào. 

### 2009
La Chí Tường thắng nhiều giải thưởng nhất tại giải Singapore Entertainment Awards lần thứ nhất mặc dù cạnh tranh với những ngôi sao khác như Tôn Yến Tư, Lâm Tuấn Kiệt. Anh ấy cũng biểu diễn tại buổi diễn mở màn của Asia Music Festival in Korea.

### 2010
La chí Tường gần đây đã gia hạn hợp đồng với Gold Typhoon Records. Nhớ lại album debut đầu tiên của anh không có công ty nào đồng ý ký hợp đồng với anh, anh đã thể hiện lòng biết ơn của mình với Gold Typhoon. Bây giờ, với một hợp đồng thu âm chứng minh khả năng của mình và tài năng của mình cái mà anh vô cùng biết ơn. Album thứ 7 của anh "Rashomon" giữ vững hạng nhất trên G-MUSIC 10 tuần liền. Concert mới nhất của La Chí Tường vé được bán hết trong vòng chưa đầy 2 tiếng.

## Âm nhạc

### Album trước khi solo

#### Tứ đại thiên vương
1996: 恰恰舞池

1997: 嘿哪喔啊嘉年华

1998: 甜蜜蜜

#### Romeo
1999: 猫叫春

2000: 动起来

### Album riêng

#### ShowTime
- Phát hành: 9.10.2003
- Format: CD
- Hãng đĩa: AVEX
- Sales: 100,000+ (Taiwan)

Album này được A Di Zai, người đoạt giải Kim Khúc mất hơn 100 ngày để cho ra những giai điệu đẹp nhất, riêng ca khúc Show time được La Chí Tường tự viết lời Rap bằng tiếng nhật, đây là ca khúc đầu tiên của làng nhạc Hoa ở Đài Loan mang phong cách Hip hop Nhật.

#### Expert Show
- Phát hành: 2004.10.22
- Format: CD
- Hãng đĩa: AVEX
- Sales: 100,000+ (cho tới 2005, Taiwan)

#### Hypnosis Show
- Phát hành: 2005.10.14
- Format: CD
- Hãng đĩa: AVEX
- Xếp hạng: #1 (Taiwan G-music chart)
- Sales: 100,000+ (Taiwan)

#### SPESHOW
Album này có tổng cộng 4 version và có 1 premium version chỉ được bán tại Đài Loan và chỉ có 140.000 bản. Bao gồm dây đeo điện thoại và chữ ký của Show 
- Phát hành: 2006.11.17
- Format: CD, CD+DVD
- Label: AVEX
- Xếp hạng: #1 (Taiwan G-music chart)
- Sales: TAIWAN: 120,000+

#### Show Your Dance
- Phát hành: 11.16.2007
- Format: CD, CD+DVD
- Hãng đĩa: EMI Capitol Records
- Xếp hạng: #1 (Taiwan G-music chart)

#### LIVE DVD Show On Cruel Stage
- Phát hành: 7.11.2008
- Format: DVD
- Hãng đĩa: EMI Capitol Records
- Xếp hạng: #1 (Taiwan G-music chart)

Không chỉ là DVD của concert mà còn chuyển tải những câu chuyện xúc động lòng người.
5 câu chuyện xuyên suốt nội tâm La Chí Tường, đi vào góc sâu nhất trong tâm hồn anh.
DVD này dùng 5 câu chuyện gắn vào 5 đoạn concert, đưa chúng ta thám hiểm nội tâm và tình cảm chân thật của La Chí Tường. Khi bạn vẫn còn đang cảm động vì sự cố gắng, vì mồ hôi, vì nước mắt của La Chí Tường thì anh đã tiến về phía trước cất cao giọng hát. Với thủ pháp ghi hình hiếm thấy, những câu chuyện và những bài hát của La Chí Tường được gắn liền với nhau trở thành một áng văn xúc động lòng người.
1. Vũ đài tàn khốc

Vũ đài tàn khốc nhất mới có thể hoàn thành được giấc mơ đẹp.

2. Con đường của Vũ vương

Trên con đường này chỉ có 1 lời khuyến cáo, đó là "tập luyện"

3. Ba, mẹ, Tường Tường

Gia đình tôi không có sự độc đoán của ba, không có sự càu nhàu của mẹ, chỉ có tình yêu thân thiết nồng ấm được nhân ba.

4. Hạnh phúc không tìm thấy

Hạnh phúc có thể chia thành nhiều nguồn khác nhau, nhưng mà trong hạng mục tình yêu thì La Chí Tường vẫn chưa tìm được hạnh phúc

5. Người thân thứ 2

Tôi có 1 đoàn người thân ở khắp nơi trên thế giới, không cần ngày ngày gặp mặt, họ vĩnh viễn là nguồn lực để tôi kiên trì bước tiếp.

#### Trendy Man
- Phát hành: 26.12.2008
- Format: CD
- Hãng đĩa: EMI Capitol Records
- Xếp hạng: #1 (Taiwan G-music chart)
- Sales: 135,365+ (Taiwan)

#### Rashomon (Luo Sheng Men)
- Phát hành: 15.1.2010
- Format: CD
- Hãng đĩa: Gold Typhoon Records
- Xếp hạng: #1 (Taiwan G-music chart)
- Sales: 154,218+ (Taiwan)

#### Only you
- Phát hành: 18.02.2011
- Format: CD, CD+DVD, Japan edition (Only for you)
- Hãng đĩa: Gold Typhoon Records
- Xếp hạng: #1 (Taiwan G-music chart)
- Sales: 150,000+ (Taiwan)

#### 9ood Show
- Phát hành: 06.04.2012
- Format: CD
- Hãng đĩa: Gold Typhoon Records
- Xếp hạng: # Số 1 (Taiwan G-music chart -53.71%)

1. Số 1 (5 - music với 81.58%)
2. Số 1 20 bảng xếp hạng lớn nhỏ trong tuần đầu tiên

#### Lion roar
- Phát hành: 08.11.2013
- Format: CD, DVD
- Hãng đĩa: Sony Music Entertainment
- Xếp hạng: # Số 1

#### DVD Over the limit puzzle Live Concert
- Phát hành: 01.08.2014
- Hãng đĩa: EMI Capitol Records
- Xếp hạng:

## Danh sách phim

### Truyền hình
- Khi chúng ta ở bên nhau (1999) vai Lâm Minh Tôn
- Go Forward Girls (2000) vai La Gia Tây
- Thiếu niên Lương Chúc (2000) vai Lương Sơn Bá
- Spicy Hot Teacher (2002) vai Dư Chí Tường
- Hi, Working girl! (2003) vai Trịnh Đạt Luân
- The Outsiders II (2004) vai A Liệt/ Viên Thừa Liệt
- Corner with love (2006) vai Tần Lang
- Hot shot (2008) vai Nguyên Đại Ưng
- Hi! my Sweetheart (2009) vai Tiết Hải/Lâm Đạt Lãng
- Thâm Quyến Nhật ký trọ chung (2014) Vai Tống Tiểu Lôi

### Điện ảnh
| Năm  | Tên                                                                 | Vai              | Ghi chú                                                        |
| ---- | ------------------------------------------------------------------- | ---------------- | -------------------------------------------------------------- |
| 1999 | Two and Half Detectives - There are Ghosts in the School's Backyard |                  |                                                                |
| 2001 | Expect A Miracle                                                    |                  |                                                                |
| 2013 | Tây du ký: Mối tình ngoại truyện                                    | Công Tử Hư Không |                                                                |
| 2014 | Bring Happiness Home                                                | Xiao Luo         | Vai chính, đóng cùng Dương Mịch Phim ngắn 50', quảng cáo Pepsi |
| 2016 | Royal Treasure                                                      | Bản thân         | Vai chính                                                      |
| 2016 | Mỹ nhân ngư                                                         | Bạch Tuộc        |                                                                |
| 2017 | Quả tim thép                                                        | Li Sen/ Lesson   | Vai chính                                                      |

### Micro-film
- Heartbeat Love (2012) (quảng cáo cho du lịch Australia. Phim gồm 5 tập, mỗi tập 10 phút, kể về một chuyến du lịch tới Úc tuyệt đẹp và cũng đầy dối trá của Lý Vệ Thành (La Chí Tường) và Dương Tiểu Vũ (Dương Thừa Lâm))

### Lồng tiếng
- Chicken Little
- The Bee Movie

## TV Shows
- Street Dance of China mùa 1 + 2
- A Very Fierce Paradise (Da Di Network)
- Showbiz (SET TV)
- Entertainment News (ETV)
- 100% Entertainment （娛樂百分百） (GTV)
- MUCH Chart (MUCH)
- An Alien Empire (TTV)
- Win in The First Battle (TTV)
- Variety Club (TTV)
- TV Citizens (CTV)
- Red and White Victory (CTV)
- Joyous Fleet (TTV)
- TV Delivery (TTV)
- Win in The First Battle of Youth Army (TTV)
- TV Three Cheap Guests (CTS)
- Happy Sunday (CTS)
- Taiwan Tiget is afraid of Tiger (TTV)
- Great Victory on Saturday (CTS)
- Variety is Funniest on This Saturday (TTV)
- Variety 995 (CTV)
- Exist Bus of Joyous All The Way (TTV)
- Brand Power (CTV)

## Đại diện quảng cáo
La Chí Tường đã dại diện cho McDonals với Dương Thừa Lâm trong nhiều năm. Anh cũng được bổ nhiệm "Love Ambassador" cho Ngày trẻ em trên thế giới của McDonald's tới năm 2005. Anh ấy cũng quyên góp cho quỹ Ronald McDonald's Charity house. Trong suốt concert của anh ở Đài Bắc, Kỉ lục Guinness thế giới của "các cặp ôm nhau cùng 1 lúc" đã kết hợp với Concert "Ngày trẻ em thế giới"
Cử chỉ này là để truyền bá tình yêu thương và chăm sóc cho trẻ em bị bệnh ở các bệnh viện.Anh cũng là một phát ngôn viên cho Shiatzy Chen.
2010
- FamilyMart (Tivi và biểu ngữ)
- IMAX Chips (Tivi)
- IMAX Chips (Tivi)
- Big Train Jeans (Tivi và biểu ngữ)
- MEIKE Sports Shoes (Tivi và biểu ngữ)
- Kang Shi Fu noodles (Tivi và biểu ngữ)
- YILI Ice-cream (Tivi)

2009
- MORRIS K Watches (Biểu ngữ)
- Taipei FUN HOUSE (Biểu ngữ)
- Kang Shi Fu noodles (Tivi)
- Pert Shampoo (Tivi)
- McDonalds (Tivi và biểu ngữ)
- IMAX Chips (Tivi)
- Pepsi Family (Tivi)
- Semir Clothing (Tivi)
- Big Train Jeans (Tivi và biểu ngữ)
- Rejoice (Tivi)
- Watsons (Tivi)
- Online Volleyball game (Biểu ngữ)
- Blind Foundation (Tivi và biểu ngữ)

2008
- Hot Shot (Tivi và biểu ngữ)
- Big Train Jeans(Tivi và biểu ngữ)
- Rejoice Shampoo (Tivi)
- Fantastic Rice Crackers (Tạp chí)
- McDonalds (Tivi và biểu ngữ)
- IMAX Chips(Tivi)
- Pepsi Family (Tivi và biểu ngữ)
- Quaker's Essence of Chicken (Tivi)
- Taiwan Beer (Tivi)
- The Fourth MRT Dance Competition (Tivi và biểu ngữ)
- SanYang SYM Motorbike (Tivi)
- Semir Clothing (Tivi và biểu ngữ))
- Watsons - VIP Cards (Tivi)*  FamilyMart (Tivi và biểu ngữ)
- IMAX Chips (Tivi)
- Big Train Jeans (Tivi và biểu ngữ)
- MEIKE Sports Shoes (Tivi và biểu ngữ))
- Kang Shi Fu noodles (Tivi và biểu ngữ))
- YILI Ice-cream (Tivi)

2007
- Banny Wong Electronics (Biểu ngữ)
- BenQ- SIEMENS EF71 (Biểu ngữ)
- Big Train Jeans (Biểu ngữ)
- FORMOSA Glasses (Tivi và biểu ngữ)
- Geneon Entertainment (Billboard)
- Go Action (Tivi và biểu ngữ)
- Golden Circle (Tivi và biểu ngữ)
- Green Teahouse- Jasmine Tea (Tivi và biểu ngữ)
- HEY SONG Sarsaparilla (TTivi và biểu ngữ)
- HiNet- iSing99 (Tivi và biểu ngữ)....
- Johnny Chan Muffin Company (Tivi và biểu ngữ)
- Libra (Tivi)
- McDonalds' (Tivi và biểu ngữ)
- Nissan (Tạp chí)
- Pacific Tạp chís (Tạp chí)
- PEPSI- Soy Drink (Xin Yi Dai) (Tivi và biểu ngữ)
- SPC (Tivi)
- Wendy's (Tạp chí)

2006
- Big Train Jeans (Biểu ngữ)
- McDonalds (Tivi và biểu ngữ))
- Watsons- The Most Intimate Good Friend Series (Tivi và biểu ngữ)
- BenQ Mobiles (Tivi và biểu ngữ)

2005
- Ochean Tea (Tivi và biểu ngữ)

Chưa phân loại
- CATCH Chocolate Stick
- CHA CAH 50 Motorcycle
- CHA CAH 90 Motorcycle
- Golden Hydroxide Peroxide- Contact Lens Sanitary Fluid
- Kuo-Nong Fresh Milk
- MEIKE Giày thể thao

## Giải thưởng
| Năm  | Giải thưởng |
| ---- | --- |
| 2003 | Ca sĩ mới vô địch bảng xếp hạng bán đĩa (SHOW TIME) |
| 2004 | City Mandarin Music Award - Ca sĩ Trung Quốc có bước tiến xa - Nghệ sĩ nam có ảnh hưởng mới The King of Powerful Song Awarding Ceremony - 10 bài hát hay nhất - Ca sĩ mới trong tương lai - Ca sĩ thanh niên của Đài Loan nổi bật The Second South-East Music Awards - Khu vực Hồng Kông và Đài Loan, Ca sĩ mới có tương lai xán lạn 2004 Sprite My Choice Chinese Original Creation Music Chart - Giai điệu vàng- Hồng Kông và Đài Loan Music Pioneer Chart - Ca sĩ nam Đài mới nổi tiếng nhất Đài Loan - Giải thưởng vàng TVB8 Music Awards - 10 bài hát hay nhất |
| 2005 | The Third South-East Music Awards'kjkj - Người Thừa Kế của Vua - 10 bài hát hay nhất của Hồng Kông và Đài Loan TVB8 Music Awards' - 10 bài hát hay nhất - Ca sĩ nam được khán giả yêu thích nhất City Music Award - Giải thưởng Nhảy và Hát - Giải ca sĩ Trung Quốc City Mandarin Music Award - Giải City Mandarin cho Bài hát - Giải City Mandarin cho Ca sĩ Nhảy và Hát - Giải City Mandarin cho thần tượng châu Á nổi tiếng Channel V Chinese Music Award - Giải Bài hát nổi tiếng nhất của năm (Love Expert) MTV Super Magnificent Ceremony - Giải nghệ sĩ có style ăn mặc TVB8 Music Awards - The First Season Selected China Wu Xi - Colorful Music Award KKBOX Online Music Award - 10 bài hát hay nhất của Karaoke của năm (Self-Hypnotised) - 10 nghệ sĩ của năm Taiwan Golden Bell Award - Được đề cử cho giải nam chính xuất sắc nhất |
| 2006 | TVBS Chinese Music Awards - Ca sĩ có bước tiến xa - Người mẫu sân khấu tốt nhất - Ca sĩ nam Omni-Bearing nổi tiếng nhất |
| 2007 | MTV Video Music Awards Japan - Được đề cử chi giải Best Buzz Asia tại Đài Loan Golden Melody Award - Ca sĩ nam nổi tiếng nhất 7th Annual Chinese Pop Awards 2007 - Nghệ sĩ người Đài Loan xuất chúng - Top 20 bài hát của năm (Jing Wu Men - Dance Gate) - Người biểu diễn trên sân khấu tốt nhất - Top 5 nghệ sĩ nam được yêu thích HK Metro Showbiz Music Hit Awards 2007 - Bài hát hay nhất (一支独秀-One Man Show) - Nghệ sĩ nhảy đẹp nhất - Ca sĩ giỏi nhất HK Baidu Entertainment Awards - Top 10 bài hát (Bài hát kết thúc phim Corner With Love - Love's Corner) |
| 2008 | Hito Popular Music Awards - Nghệ sĩ nam nổi tiếng và được yêu thích nhất - Hito Top 10 bài hát của năm - 一支獨秀 (One Man Show) - iSing99 Bài hát Karaoke của năm - 我不會唱歌 (I Can't Sing) Music Radio TOP Charts - Nghệ sĩ nam Đài Loan - Hông Kông nổi tiếng được yêu thích nhất - Đài Loan - Hông Kông Người biểu diễn trên sân khấu của năm MTV Asia Awards - Nghệ sĩ Đài Loan được yêu thích 8th Annual Chinese Pop Awards 2008 - Ca sĩ nam được yêu thích - Top 20 bài hát của năm (Defeating Love) - Người biểu diễn trên sân khấu tốt nhất |
| 2009 | Singapore Entertainment Awards - Nghệ sĩ nam nổi tiếng - Người style nhất - SPH Media Award- Nghệ sĩ của năm (All-Round) 6th Annual Global Chinese Music Awards Ceremony - The Title of Pop - Nghệ sĩ vua nhạc pop tài năng - Giải Hit bởi Arab Media Metro Awards 2009 - Bài hát Metro - Metro nghệ sĩ nam - Metro nghệ sĩ nhảy và hát của châu Á - Metro Globe Extreme Stage Singer Award Taiwan Golden Bell Award - Được đề cử cho giải diễn viên xuất sắc nhất |
| 2010 | Baidu annual Hot Point Awards - Người giải trí nổi tiếng nhất 14th Annual Global Mandarin Chart Music Award (第14屆全球華語榜中榜) - Sân khấu tốt nhất - Nghệ sĩ nam nổi tiếng nhất Singapore Entertainment Awards - Nghệ sĩ nam nổi tiếng nhất |